# Parafia św. Barbary w Rudnikach
Parafia św. Barbary w Rudnikach – parafia rzymskokatolicka, znajdująca się w archidiecezji częstochowskiej, w dekanacie Zawiercie – Najświętszej Maryi Panny Królowej Polski.

## Historia
Parafia została powołana 22 września 1981 roku. Obejmuje swym zasięgiem miejscowości: Rudniki (bez osady Młyńskiej) i Skałkę (za zgodą władzy diecezjalnej niektórzy mieszkańcy Skałki mogą korzystać z posługi duszpasterskiej we Włodowicach). Parafię erygował tu biskup Stefan Bareła 22 września 1981 roku. Organizatorem życia parafialnego i budowniczym pawilonu katechetyczno–mieszkalnego był ks. Zdzisław Kowalczyk. Budowę kościoła rozpoczął w czerwcu 1988 r. i doprowadził do końca następny proboszcz – ks. Bogdan Kijak. Pierwszą mszę świętą odprawiono 28 listopada 1991 roku. Uroczystego poświęcenia świątyni dokonał arcybiskup Stanisław Nowak 27 czerwca 2000 roku.

## Proboszczowie
- ks. Zdzisław Kowalczyk (1981–86)[2]
- ks. Bogdan Kijak (1986–2001)[2]
- ks. Tadeusz Marian Bijata (2001–2012)[4]
- ks. Stanisław Styczyński (2012–2021)[3]
- ks. Bartłomiej Kosecki (od 2021)[3]